# لا کارمینا
لا کارمینا (به انگلیسی: La Carmina) وبلاگ‌نویس، نویسنده، روزنامه‌نگار و مجری تلویزیونی کانادایی است.او در مد گوت، هاراجوکو و همچنین فرهنگ پاپ ژاپنی تخصص دارد.نیویورکر او را "قابل ستایش در راهی نسبتاً عجیب" توصیف کرده است.برنامه تلویزیونی او که از شبکه مسافرت پخش میشود در زمینه پخش برنامه "غذاهای عجیب همراه با اندرو زیمرن" فعال است.

## سال‌های اولیه
لا کارمینا متولد و بزرگ شده ونکوور کانادا است اما والدین او اهل هنگ کنگ هستند.او بعداً وارد دانشگاه کلمبیا شد و بعد از سه سال از آن دانشگاه فارغ التحصیل گردید.سپس در سن بیست سالگی وارد رشته حقوق شد و توانست با مدرک دکترا فارغ التحصیل شود.